# Pantoclis numen
Pantoclis numen är en stekelart som beskrevs av Nixon 1957. Pantoclis numen ingår i släktet Pantoclis, och familjen hyllhornsteklar. Arten är reproducerande i Sverige.